# Crossroads
För andra betydelser, se Crossroads (olika betydelser).
Crossroads är en amerikansk film från 2002 i regi av Tamra Davis, med Britney Spears i huvudrollen.

## Handling
Tre barndomskompisar som med en okänd kille bilar genom USA och hittar varandra och sig själva.

## Rollista (i urval)
| Britney Spears    | – Lucy Wagner |
| Anson Mount       | – Ben         |
| Zoe Saldana       | – Kit         |
| Taryn Manning     | – Mimi        |
| Dan Aykroyd       | – Pete Wagner |
| Kim Cattrall      | – Caroline    |
| Justin Long       | – Henry       |
| Beverly Johnson   | – Kits mamma  |
| Richard Voll      | – Dylan       |
| Jamie Lynn Spears | – Young Lucy  |
| Dajine Colon      | – Young Kit   |
| Crystal Milton    | – Young Mimi  |